# Axel Springer Award
L'Axel Springer Award est un prix annuel décerné à des personnalités exceptionnelles qui "sont extraordinairement innovantes, créent de nouveaux marchés et changent les marchés, et façonnent la culture". Le prix, qui n'est pas associé à un prix en espèces, est remis pour la première fois en 2016. Les personnes lauréates sont sélectionnées par le conseil d'administration d'Axel Springer sur proposition de son personnel

## Récipiendaires
- 2016 Mark Zuckerberg[1]
- 2017 Tim Berners-Lee[2]
- 2018 Jeff Bezos[3]
- 2019 Shoshana Zuboff[4]
- 2020 Elon Musk[5]
- 2021 Uğur Şahin and Özlem Türeci[6]
- 2022 Volodymyr Zelenskyy[7]
- 2023 Satya Nadella[8]